# Avenue Trudaine
L’avenue Trudaine est une voie du 9e arrondissement de Paris, en France.

## Situation et accès
L’avenue Trudaine est une voie publique située dans le 9e arrondissement de Paris. Elle débute au 81, rue de Dunkerque et se termine au 64, rue des Martyrs.
Selon l'écrivain Patrick Modiano : « On dit qu'elle ne commence ni ne finit nulle part, peut-être parce qu'elle forme une sorte d'enclave ou de clairière et qu’il n’y passe que de rares voitures ».
Le quartier est desservi par les lignes 2 et 12 à la station Pigalle et par la ligne 2 à la station Anvers.

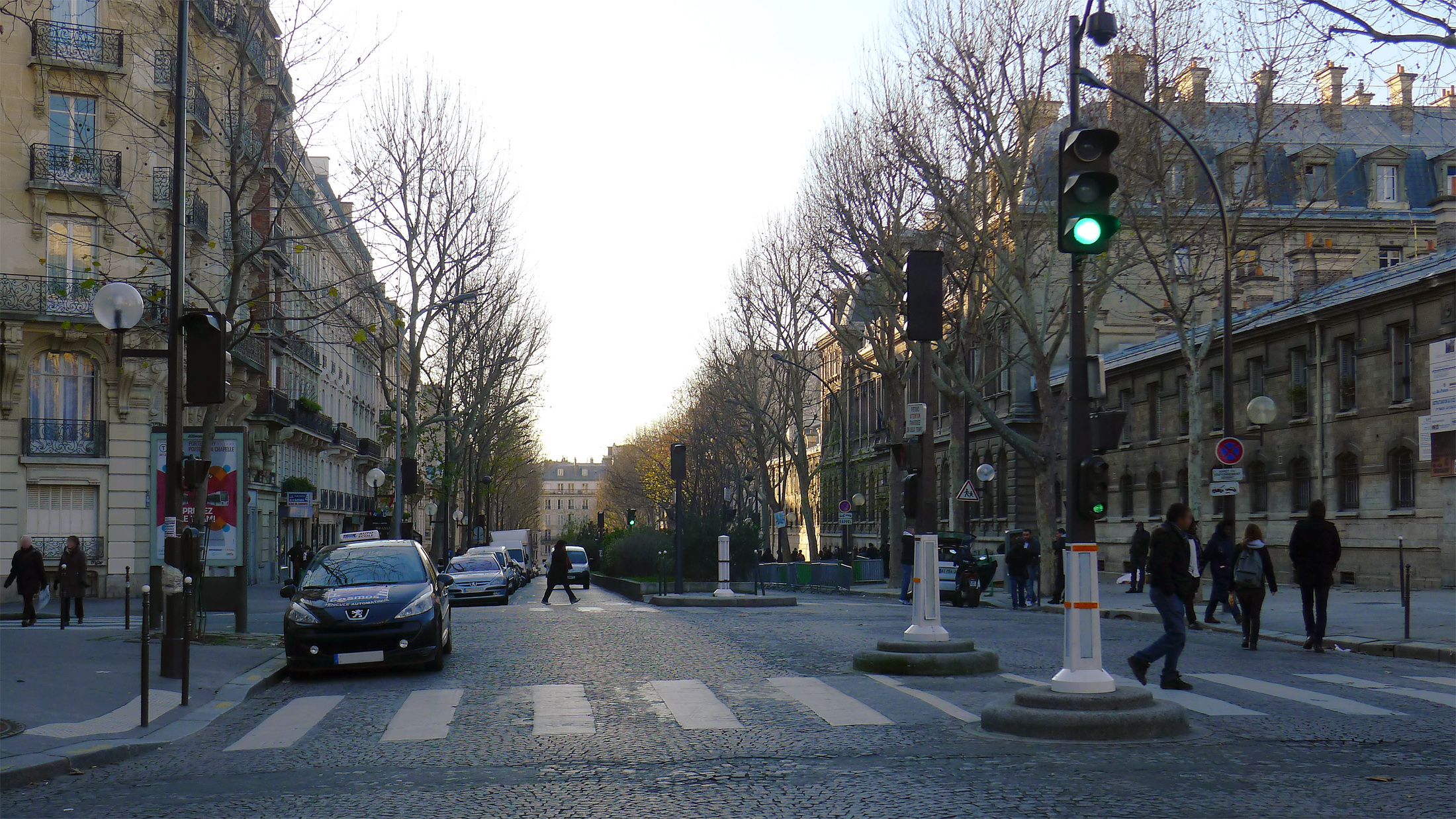
L'avenue Trudaine vue en direction de la rue des Martyrs.
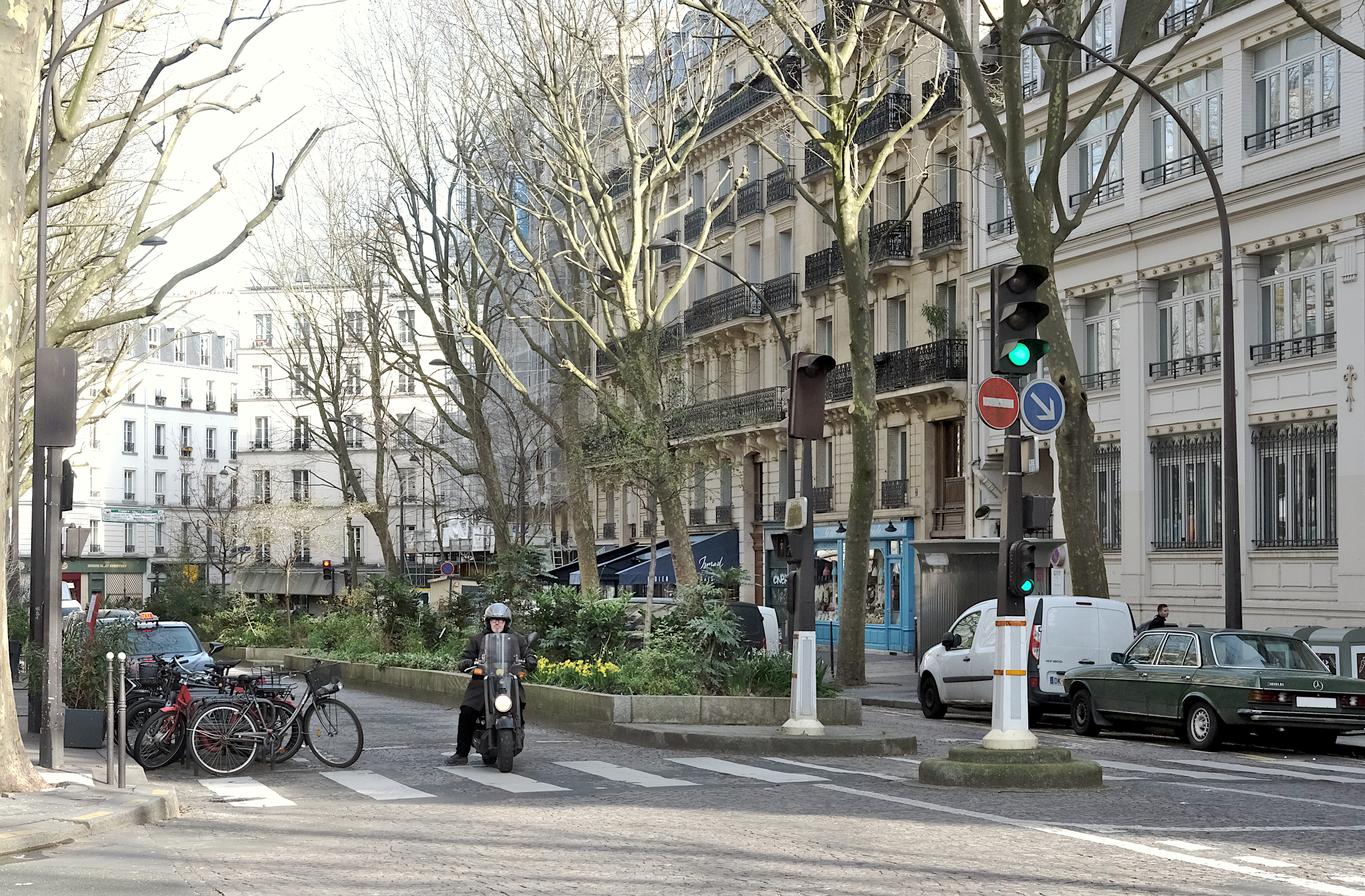
L'avenue Trudaine vue en direction de la rue de Dunkerque.

## Origine du nom
Elle porte le nom de Charles Trudaine, seigneur de Montigny (1660-1721), conseiller au Parlement de Paris et prévôt des marchands de Paris.

## Historique
La partie située du côté des numéros pairs entre la rue Bochart-de-Saron et la place d’Anvers marquait la limite des abattoirs de Montmartre.
Par ordonnance 1833, la rue est alignée :

« Article 1 — Sont arrêtés ainsi qu'ils sont tracés sur les plans ci-annexés, conformément aux procès-verbaux des points de repère transcrits sur les dits plans, les alignements des voies publiques de Paris ci-après désignées, savoir : rues Beauregard, Bellefond, Bergère, Bleue, Bochard-de-Saron, de la Boule-Rouge, Buffault, Coquenard, Cretet, Montholon, Papillon, Pétrelle prolongée, Ribouté, Richer, Turgot, avenue Trudaine.
Article 2 — Il sera procédé conformément aux lois et règlements en vigueur, ou tout ce qui pourra concerner soit les réparations d’entretien, soit la démolition, pour cause de vétusté, des bâtiments qui excèdent les alignements ainsi arrêtés, soit les terrains à occuper par la voie publique ou par les particuliers, soit enfin les indemnités qui seront dues de part et d'autre pour la cession de ces terrains.
Article 3 — Notre ministre secrétaire d’État au département du Commerce et des Travaux publics est chargé de l'exécution de la présente ordonnance.
Donné au palais des Tuileries, le 23 août 1833. 
Signé : Louis-Philippe Ier. »

Le 31 mai 1983, face au no 33, lors d'une fusillade, deux policiers sont abattus par le groupe armé Action directe.

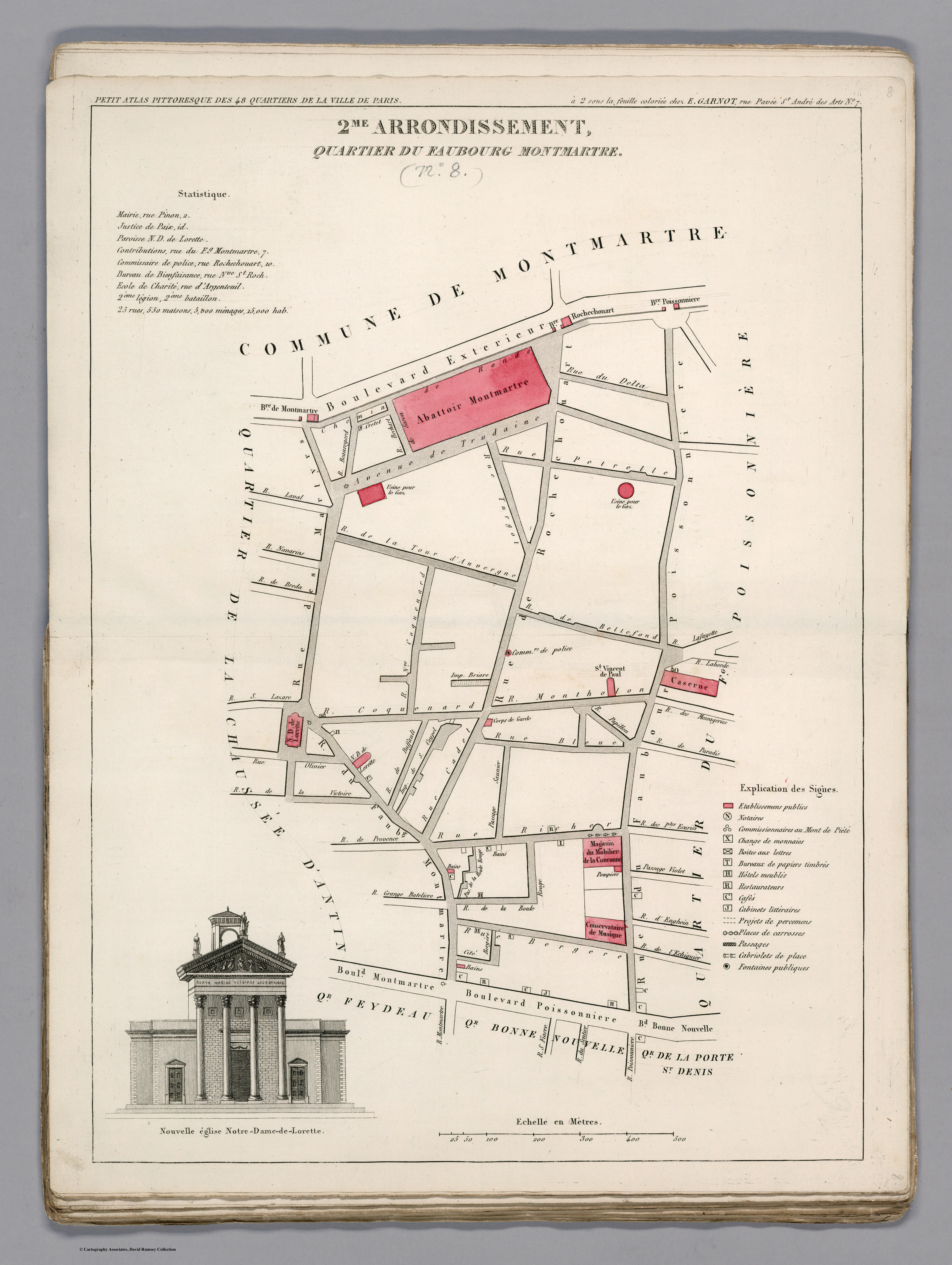
Plan du quartier du Faubourg Montmartre dans l'ancien 2e arrondissement en 1834.

## Bâtiments remarquables et lieux de mémoire

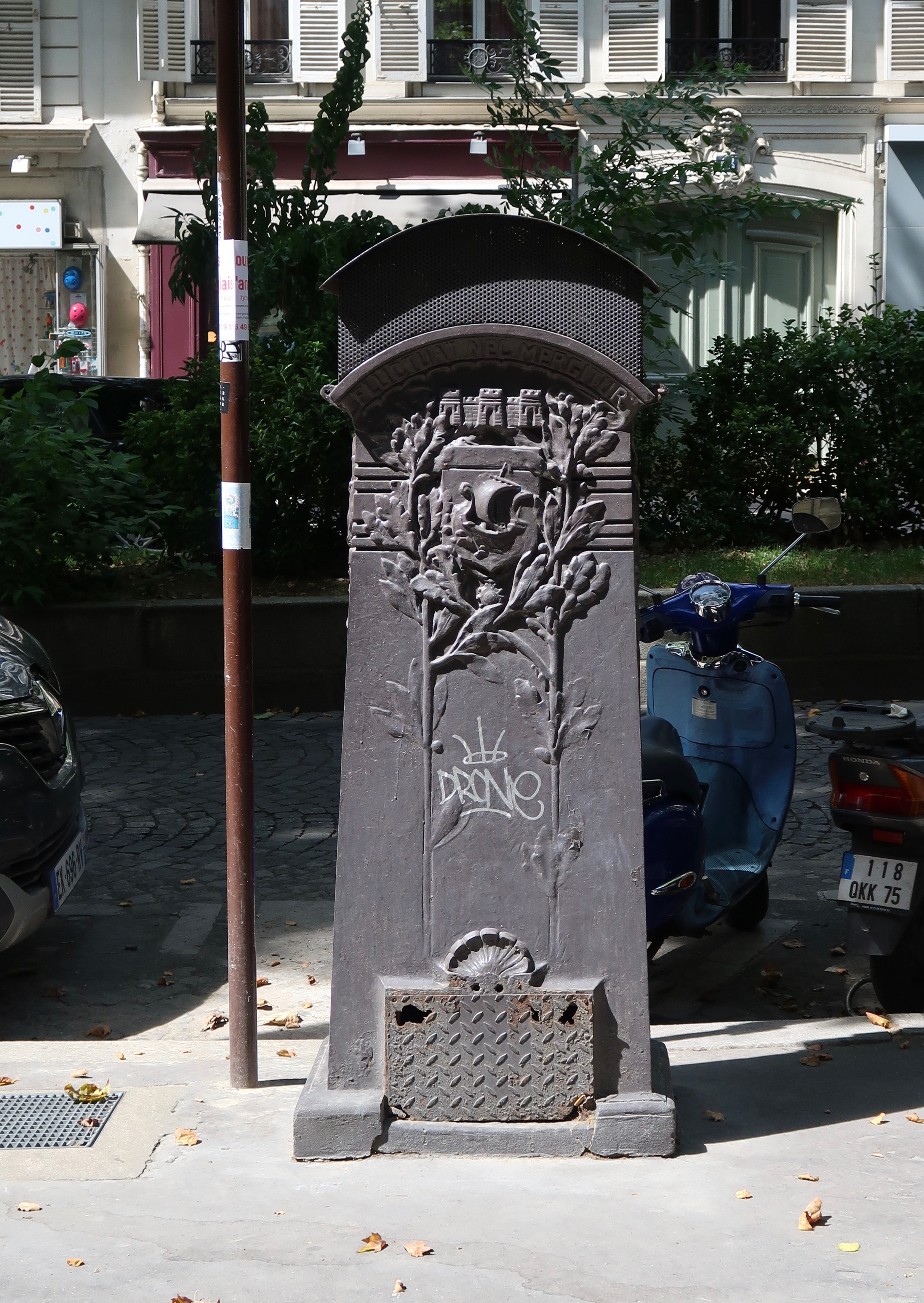
La boîte à sable.

- L'avenue est bordée par l'une des dernières boîtes à sable de Paris[Note 1].
- No 12 : collège-lycée Jacques-Decour.
- No 14 : hôtel construit pour lui par l'architecte Léon Ohnet, père de l'écrivain Georges Ohnet, qui y a également vécu[5].
- No 15 : l'acteur Fernandel (1903-1971) a vécu avenue Trudaine durant 30 ans, de 1933 à 1963.
- No 17 : En 1876, peintre Émile Vernier[6]. En 1888, Gustave-Joseph Witkowski y installe son cabinet de médecin. En 1889, peintre Émile Jacque (1849–1912), fils de Charles Jacque[7]. En 1898, peintre Henri Brispot[8]. En 1899, sculpteur et ciseleur Aloïs Reinitzer[9]. En 1899, peintre Henri de Sachy[10]. Domicile du peintre Alfred Stevens (1823-1906)[11],[12]. En 1917, le sculpteur Francis La Monaca installe ici son nouvel atelier.
- No 20 : l'occultiste Stanislas de Guaita y vécut[13]. L'artiste dramatique Amélie Villetard y a également vécu[14].
- No 28 : emplacement du cabaret de « La Grande Pinte », créé en 1878. C’est le premier cabaret artistique de Montmartre. Le cabaret littéraire L'Âne rouge lui succède, en 1890, tenu par Gabriel Salis et fréquenté par Toulouse-Lautrec[15].
- No 30 : auberge Le Clou, créée en 1883 et fréquentée par Courteline[16]. Le pianiste Erik Satie était un habitué de l’établissement au temps où il composait les Gymnopédies[17]. L'auberge du Clou existait encore sous cette enseigne au début du XXIe siècle[18]. L'aménagement intérieur, qui comportait toujours des éléments datant de l'époque des Incohérents, d'Alphonse Allais et de Georges Courteline, a été détruit, ainsi que la salle « paysanne » du premier étage, lors de la transformation au cours de l'année 2020 en restaurant moderne au décor standardisé.
- Nos 37-39 : ancienne école commerciale, bâtie par l’architecte Juste Lisch entre 1863 et 1886. Elle est édifiée à l’emplacement d’une usine à gaz d’hydrogène, la première construite à Paris en 1819[19].
- No 53 : café Concerts symphoniques. En 1902, on y joue Camille Saint-Saëns, Gounod, Beethoven, sous la direction de Léopold Courcelle[réf. nécessaire].
- non localisé : Jean Anouilh et Monelle Valentin y habitèrent à partir de 1939[20].